# Elezioni presidenziali in Bulgaria del 1996
Le elezioni presidenziali in Bulgaria del 1996 si tennero il 27 ottobre (primo turno) e il 3 novembre (secondo turno).

## Risultati
| Candidati         | Partiti                                                                                        | I turno   | I turno | II turno  | II turno |
| Candidati         | Partiti                                                                                        | Voti      | %       | Voti      | %        |
| ----------------- | ---------------------------------------------------------------------------------------------- | --------- | ------- | --------- | -------- |
| Petăr Stojanov    | Unione delle Forze Democratiche                                                                | 1 889 825 | 44,07   | 2 502 517 | 59,73    |
| Ivan Marazov      | Partito Socialista Bulgaro                                                                     | 1 158 204 | 27,01   | 1 687 242 | 40,27    |
| George Ganchev    | Blocco dell'Impresa Bulgara                                                                    | 937 686   | 21,87   |           |          |
| Aleksandar Tomov  | Indipendente                                                                                   | 135 571   | 3,16    |           |          |
| Hristo Boychev    | Movimento per la Protezione dei Pensionati, dei Disoccupati e dei Cittadini Socialmente Deboli | 57 668    | 1,34    |           |          |
| Vera Ilieva       | Partito Comunista Bulgaro                                                                      | 34 004    | 0,79    |           |          |
| Slavomir Tsankov  | Unione delle Forze Democratiche e dei Movimenti "Era 3"                                        | 22 724    | 0,53    |           |          |
| Ivan Stoyanov     | Partito Democratico in Bulgaria                                                                | 14 659    | 0,34    |           |          |
| Mincho Minchev    | Partito Patriottico del Lavoro                                                                 | 13 567    | 0,32    |           |          |
| Mitko Dimitrov    | Alleanza per la Tutela della Salvezza della Bulgaria                                           | 7 793     | 0,18    |           |          |
| Lyubomir Stefanov | Alleanza Socialista dell'Alternativa                                                           | 6 056     | 0,14    |           |          |
| Dimitar Markovski | Partito della Libera Cooperazione                                                              | 5 823     | 0,14    |           |          |
| Iliyan Nikolov    | Partito Ecologico Nazionale Bulgaro                                                            | 4 920     | 0,11    |           |          |
| Totale            | Totale                                                                                         | 4 288 500 | 100     | 4 189 759 | 100      |

- Secondo i risultati ufficiali, i voti validi sono in totale 4.288.499 (primo turno) e 4.189.733 (secondo turno).